# Storrs
Storrs – miejscowość spisowa w gminie Mansfield, w hrabstwie Tolland, w stanie Connecticut, w Stanach Zjednoczonych, położona około 115 km na południowy zachód od Bostonu. W 2010 liczyła 15 344 mieszkańców. 
W Storrs swoją siedzibę ma Uniwersytet Connecticut.